# ناحية جنديرس
ناحية جنديرس إحدى نواحي سوريا تتبع إداريّاً لمحافظة حلب منطقة عفرين ومركزها بلدة جنديرس، بلغ تعداد سكان الناحية 32,947 نسمة حسب التعداد السكاني لعام 2004.

## بلدات وقرى ناحية جنديرس
- أبو كعب
- إشكان شرقي
- إشكان غربي
- الزهرة
- الحجاج
- البياضة
- الضخم
- برج كموش
- بدر
- تاتار
- تل حمو
- تل سلور
- دير بلوط
- الفسحة
- فريرية
- حاج إسكندر
- الحمام
- جلق
- جلمة
- جنديرس
- جوم
- جميل
- كفر صفرة
- خرزان
- قيلة
- قوربة
- كوران
- كوردان
- كفردلي فوقاني
- كفردلي تحتاني
- النسرية
- رمادية
- رأس الأسود
- رمضان
- شيخ عبد الرحمن
- ديوان فوقاني
- ديوان تحتاني
- مروانة فوقاني
- مروانة تحتاني
- مسكة فوقاني
- مسكة تحتاني
- مدايا
- خلطان شرقي
- خلطان غربي
- زندة
- جوبان
- حاج حسن
- شيخ خليل